# Bródek (Natura 2000)
Bródek (kod PLH060085) – specjalny obszar ochrony siedlisk sieci Natura 2000, zlokalizowany na terenie województwa lubelskiego, na zachód od wsi Bródek. Obszar obejmuje powierzchnię 209,38 ha.
Teren składający się z czterech powiązanych ze sobą enklaw wyznaczony został w celu długotrwałego zabezpieczenia naturalnych siedlisk życia oraz populacji zagrożonych wymarciem gatunków roślin takich jak: obuwik pospolity Cypripedium calceolu.

## Siedliska pod ochroną
- grąd środkowoeuropejski i grąd subkontynentalny (Galio-Carpinetum, Tilio-Carpinetum)